# Associazione Calcio Ospitaletto 1985-1986
Questa voce raccoglie le informazioni riguardanti l'Associazione Calcio Ospitaletto nelle competizioni ufficiali della stagione 1985-1986.

## Rosa
| N. |                   | Ruolo | Calciatore              |
| -- | ----------------- | ----- | ----------------------- |
|    | Italia (bandiera) | C     | Angelo Aimo             |
|    | Italia (bandiera) | D     | Pierpaolo Baiguera      |
|    | Italia (bandiera) |       | Bianchi                 |
|    | Italia (bandiera) | P     | Ivan Conti              |
|    | Italia (bandiera) | P     | Nello Cusin             |
|    | Italia (bandiera) | D     | Marco Antonio De Marchi |
|    | Italia (bandiera) | A     | Dario Di Donato         |
|    | Italia (bandiera) | D     | Giuseppe Di Sarno       |
|    | Italia (bandiera) | A     | Roberto Fabris          |
|    | Italia (bandiera) | A     | Fabrizio Foglietti      |
|    | Italia (bandiera) | C     | Maurizio Gilardi        |
|    | Italia (bandiera) | A     | Ugo Guerra              |

| N. |                   | Ruolo | Calciatore           |
| -- | ----------------- | ----- | -------------------- |
|    | Italia (bandiera) | D     | Andrea Maiani        |
|    | Italia (bandiera) | C     | Massimo Mazzucchelli |
|    | Italia (bandiera) | D     | Marco Monza          |
|    | Italia (bandiera) | C     | Adelio Moro          |
|    | Italia (bandiera) | C     | Walter Mostosi       |
|    | Italia (bandiera) | C     | Vincenzo Papes       |
|    | Italia (bandiera) | A     | Paolo Peressotti     |
|    | Italia (bandiera) | A     | Carlo Rossi          |
|    | Italia (bandiera) | D     | Carlo Tonon          |
|    | Italia (bandiera) | C     | Fabio Viviani        |
|    | Italia (bandiera) | A     | Angelo Zambetti      |